# Pedro Requejo Novoa
Pedro Jesús Requejo Novoa (Madrid, 24 de junio de 1964) es un escultor español que trabaja sobre todo en bronce. Entre 2019 y 2023 fue diputado a Cortes en la lista de Vox por Zamora.

## Biografía
Pedro Jesús Requejo Novoa nació en Madrid y creció con sus hermanos en el barrio de Salamanca; donde fue al colegio y tomó sus primeras clases de dibujo con el profesor Amadeo Roca. Estudió un año Ciencias Biológicas antes de ingresar en la Facultad de Bellas Artes de San Fernando en Madrid, donde terminó su licenciatura con matrícula de honor. Hizo también la carrera de la Escuela Oficial de Cerámica en Madrid y aprendió el oficio de joyero. Fue becado por la Fundación Jesús Yanes.
En 1994 organizó su primera gran exposición junto a su hermano, el pintor Antonio Requejo Novoa, en el madrileño Pabellón de la Florida, y hasta ahora ha participado en más de setenta exposiciones individuales y colectivas en España, Alemania, Francia e Italia.

## Obra

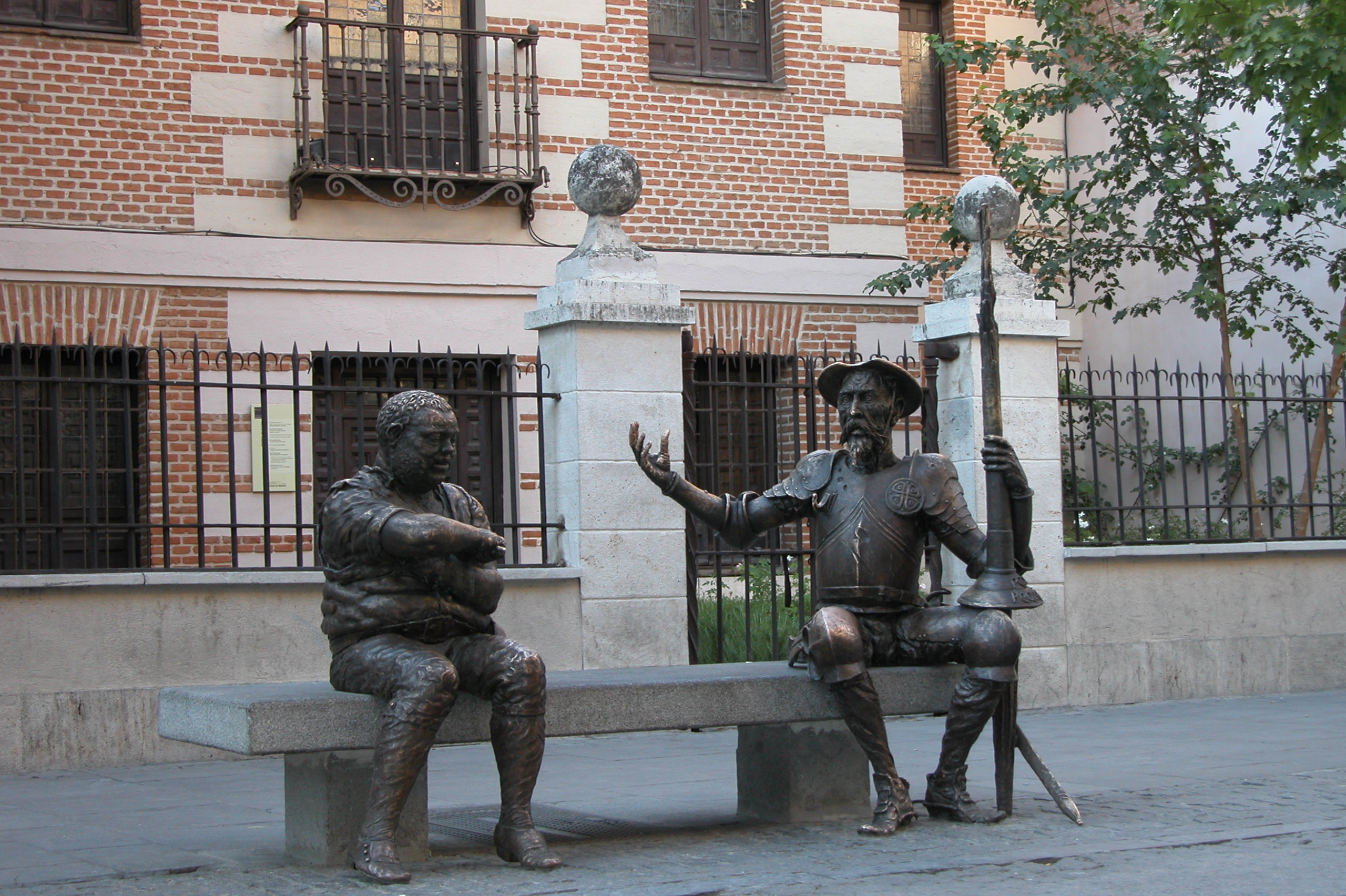
Esculturas de Don Quijote y Sancho Panza en Alcalá de Henares (2005)

Sus obras son principalmente figuras, animales o trofeos fundidos en bronce pero también ha trabajado en madera y piedra. Su obra más conocida es[cita requerida] el conjunto de Don Quijote y Sancho, ambos sentados en el banco delante del Museo Casa Natal de su autor Miguel de Cervantes en la Calle Mayor de Alcalá de Henares.
Empezó con la creación de obra de pequeño formato hasta que tuvo en 1996 la posibilidad de hacer su primera obra a gran escala, en este caso una Cola de Ballena a tamaño natural en Rosenheim (Alemania). Desde entonces ha creado más de veinte obras para espacios públicos en España, Alemania y la República Dominicana. No sólo Don Quijote y Sancho han dado una identidad al lugar donde están colocados.
El artista se caracteriza por unos trabajos de suma expresividad y dinámica. Ama la naturaleza y lo enseña creando animales con mucho detalles convirtiendo una figura de bronce en algo vivo. Sus figuras humanas están llenos de expresión e invitan al admirador a comunicar con ellos.
Cita de José Carlos Canalda sobre la escultura de Don Quijote:

Al no cuajar esta iniciativa, de la cual se conserva el boceto, habría que esperar bastantes años, alrededor de unos treinta, para que Alcalá pudiera contar con un monumento dedicado al Quijote. Eso sí, la espera mereció la pena; sin pretender escatimar méritos al excelente trabajo de Lamiel, lo cierto es que en esta ocasión se hizo a lo grande, hasta el extremo de haberse convertido en un reclamo turístico de primer orden ya desde el mismo momento de su inauguración, el 24 de abril de 2005. Me estoy refiriendo, como es fácil de adivinar, a las estatuas en bronce de Don Quijote y Sancho que, sentados en un banco de la calle Mayor frente a la casa natal de su autor, parecen estar descansando de uno de sus lances. Como es sabido su autor es el escultor Pedro Requejo Novoa, nacido en Madrid en 1964 y responsable también de la estatua de Juan Pablo II erigida recientemente en el parque del Ensanche. Labradas a tamaño natural y con un realismo que bordea la perfección, es tan habitual encontrarse a alguien haciéndose fotos sentado entre las dos figuras que lo difícil resulta obtener una instantánea despejada tal como la que reproduzco aquí. En resumen, un verdadero acierto.

### Obra pública

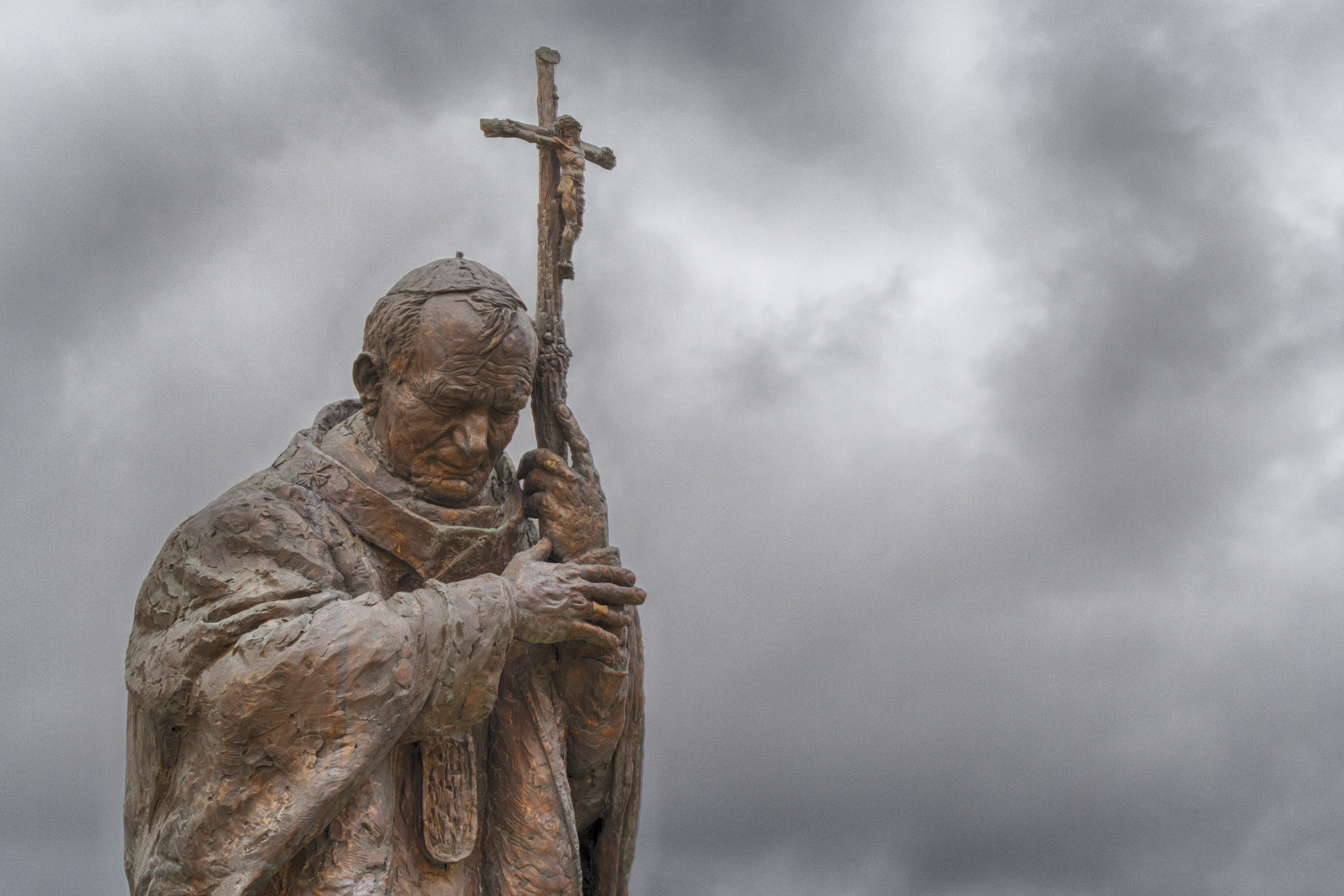
Estatua de Juan Pablo II en Alcalá de Henares (2005)

- 1996 Cola de Ballena, Rosenheim, Frankfurt/Main, Hamm/Westfalia.
- 1999 Busto Luis Amigó, Parroquia Nuestra Madre de Dolor, Madrid.
- 2000 Mano, Majadahonda, Busto José Hierro, Centro Cultural, San Sebastián de los Reyes, Caballero medieval, altura 4 m, Estación de Renfe, Salamanca, Mano, Aldaia/ Valencia, Cola de Ballena, 5 x 8 m, Aldaia/ Valencia.
- 2002 Mano, Zaratán/Valladolid, Cola de Ballena, Las Palmas de Gran Canaria.
- 2003 Victoria (Motorista), altura: 4,5 m, Jerez de la Frontera.
- 2004 Segador y “Lo que nos enseñan los libros”, Villanueva del Pardillo .
- 2005 Don Quijote y Sancho, Museo casa Natal de Cervantes, Alcalá de Henares, Soldadito de plomo, Fuente Plaza Mayor de Villalbilla, Juan Pablo II, Parque Juan Pablo II, Alcalá de Henares.
- 2006 Juan Pablo II, Talavera de la Reina.
- 2008 Libertad, Plaza de la República Dominicana, Madrid, Don Quijote y sus Sueños, Alcalá de Henares, Nutria, Casa parque natural Lago de Sanabria.

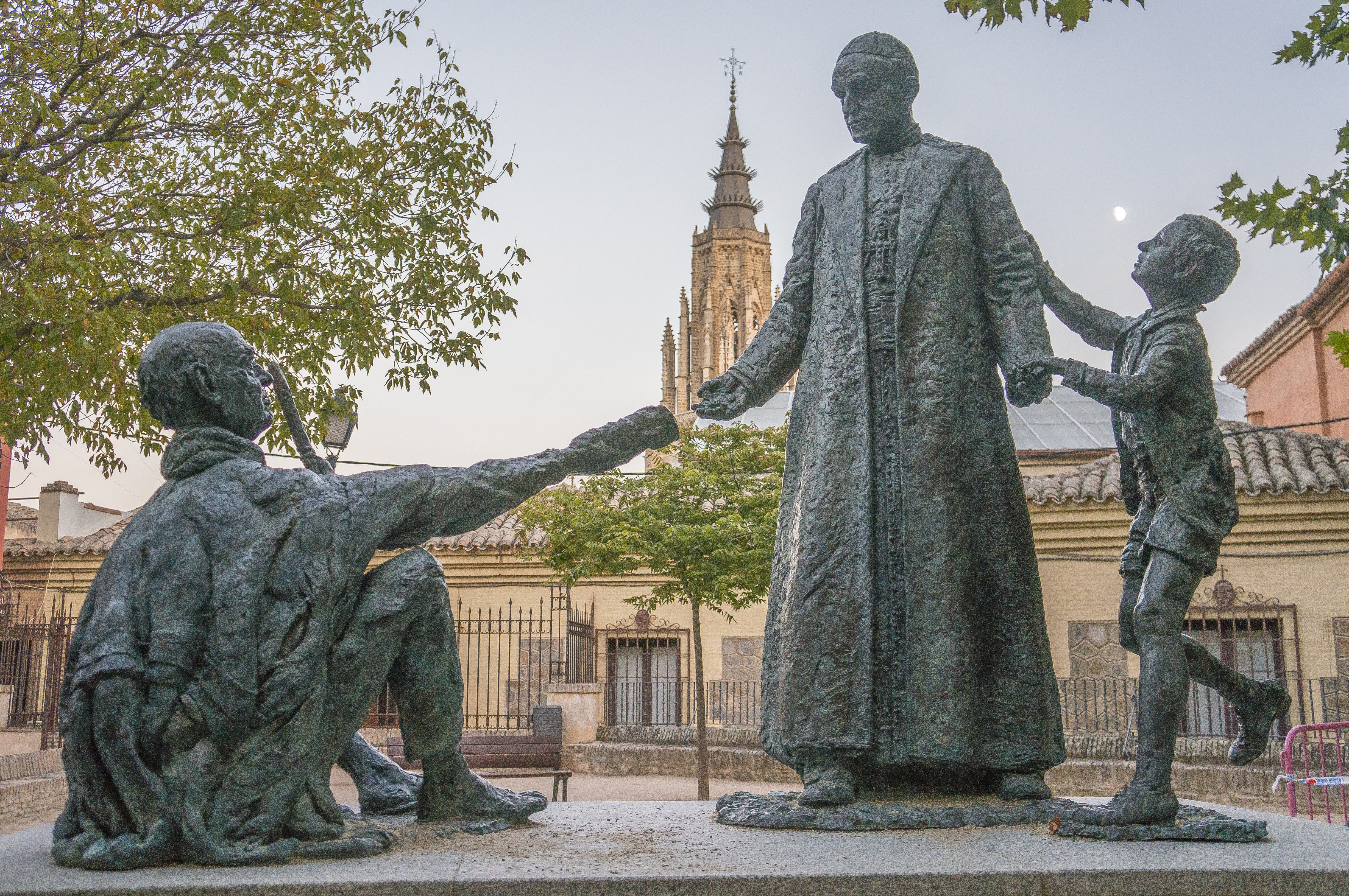
Conjunto dedicado al cardenal Sancha en Toledo (2009)

- 2009 Conjunto Cardenal Sancha (2,2 m), Plaza Juan de Mariana, Toledo.
- 2011 Conjunto Toro enmaromado, Plaza de la Soledad, Benavente, El Salamanquino, Béjar, III Centenario de la Plaza de Toros .
- 2012 Portacirio pascual (1,7 m) Catedral de Alcalá de Henares.
- 2013 Busto Franz Xaver Priller, Ayuntamiento Bad Feilnbach, Alemania.
- 2014 Idilio de Abril de Platero y yo, Moguer (Huelva), Busto Voldemar Boberman, Santa Eulalia del Riu, Ibiza, Busto Monseñor Arnaiz, Santiago de los Caballeros, República Dominicana.
- 2015 Hermann Rieger, Volksparkstadion, Hamburg (Alemania), Homenaje "A ti Mujer", Béjar (Salamanca), Monumento a Dámaso González, Albacete.

## Carrera política
En las elecciones generales de abril de 2019 resultó elegido diputado al Congreso de los Diputados por Vox en representación de la lista de la circunscripción electoral de Zamora. Puesto que ocupó hasta julio de 2023 cuando perdió su escaño en las elecciones generales de 2023.